# داللون
داللون رودی است به خلیج بوتنی می‌ریزد. این رود از کشور سوئد می‌گذرد.